# Grues
Grues – miejscowość i gmina we Francji, w regionie Kraj Loary, w departamencie Wandea.
Według danych na rok 1990 gminę zamieszkiwało 718 osób, a gęstość zaludnienia wynosiła 15 osób/km² (wśród 1504 gmin Kraju Loary Grues plasuje się na 717. miejscu pod względem liczby ludności, natomiast pod względem powierzchni na miejscu 90.).